# What the Daisy Said
What the Daisy Said és una pel·lícula muda de la Biograph dirigida per D. W. Griffith i protagonitzada per Mary Pickford, Clara T. Bracy i Gertrude Robinson. Filmada en l’entorn rural de Nova Jersey, la pel·lícula, d’una bobina, es va estrenar l'11 de juliol de 1910.

## Argument
Dues germanes, Martha i Milly, estan en mig d’un prat de margarides i juguen a arrencar els pètals per descobrir si trobaran el seu estimat. Martha es troba amb un treballador del poble que li demana per sortir però ella no vol. Més tard visita posteriorment un campament gitano i allà una gitana li llegeix la fortuna a la mà jove atractiu i li diu que trobarà el seu amor. Un noi gitano atractiu intenta enamorar-la- En tornar a casa, Martha persuadeix Milly que també es faci llegir la fortuna. Un cop ha vist la gitana també coneix el noi, que intenta seduir-la però són descoberts per Martha que ha tornat al campament a trobar-lo de nou per lo que se sent desconsolada. Poc després, el pare de les noies també els sorprèn i intenta colpejar el noi amb un bastó. El noi s’hi torna i el vell cau a terra sense sentit. Els vilatans, indignats en descobrir que ha passat, persegueixen el gitano. Aquest, en la fugida es troba amb Martha i li demana ajuda. Martha l’amaga i els vilatans marxen despistats. Poc després el pare es recupera i en veure que no ha estat res la situació es va calmant. De totes maneres, els vilatans es presenten al campament i forcen al noi a abandonar el poble. La pel·lícula acaba quan el noi, en marxar, passa per la porta del darrere de la casa de les noies que cortejava. Martha buscant consol amb el noi que havia rebutjat al principi.

## Repartiment
- Clara T. Bracy (gitana)
- Kate Bruce (solterona)
- Mary Pickford (Martha)
- Gertrude Robinson (Milly)
- Owen Moore (jove gitano)
- Verner Clarges (el pare)
- John T. Dillon (treballador)
- Frank Evans (treballador)
- Francis J. Grandon (granger)
- Joseph Graybill (gitano)
- George Nichols
- Anthony O'Sullivan (gitano/granger)
- Alfred Paget (treballador)
- Mack Sennett
- Charles West (granger)